# Дальневосточный государственный аграрный университет
Дальневосто́чный госуда́рственный агра́рный университе́т (бывш. Благовещенский сельскохозяйственный институт) — сельскохозяйственное высшее учебное заведение в Благовещенске. В настоящий момент в состав Дальневосточного государственного аграрного университета входят 6 факультетов. Создан в 1950 году.

## История
В 1949 году Совет Министров СССР принял постановление «О мерах помощи сельскому хозяйству Амурской области». Одним из его пунктов было решение о создании в 1950 году в Благовещенске сельскохозяйственного института. 13 августа 1949 года был издан приказ Министерства высшего образования СССР за №1058 «Об организации Благовещенского сельскохозяйственного института». Несмотря на организационные сложности, ВУЗ был открыт в срок.. Одним из организаторов и первым директором сельскохозяйственного института был Герман Константинович Жабицкий (1900 – 1976), кандидат сельскохозяйственных наук, директор Амурской государственной селекционной станции., но который был вынужден в 1957 уйти с должности директора сельскохозяйственного института по инициативе одного из ярых идеологов борьбы с научными оппонентами в естественных науках академика Лысенко.
Первоначально институт имел три факультета: агрономический, зоотехнический и механизации сельского хозяйства. На обучение в 1950 году было принято 172 человека, приехавших со всего Дальнего Востока, из них 15 поступили на второй курс агрономического факультета. Учебный процесс осуществляли девять кафедр, на которых работали 23 преподавателя. Несмотря на помощь и поддержку государства и других вузов страны, первые годы становления БСХИ были сложными.
Приказом Государственного комитета Российской Федерации по высшему образованию от 5 июля 1993 года за №55 «О переименовании государственных высших учебных заведений» Благовещенский сельскохозяйственный институт (БСХИ) переименован в Дальневосточный государственный аграрный университет (Дальневосточный ГАУ)
Становление ВУЗа в качестве университета проходило в тяжелых условиях реформирования России. Коллектив университета не только преодолел трудности этих лет, но и приложил все усилия к развитию учебного заведения, превращению его в ведущую структуру аграрного образования и науки на Дальнем Востоке.

## Факультеты
Факультет агрономии и экологии (ФАЭ)
- Кафедра экологии, почвоведения и агрохимии
- Кафедра общего земледелия, растениеводства и селекции
- Кафедра садоводства, селекции и защиты растений
- Кафедра лесного дела и ландшафтной архитектуры

Факультет ветеринарной медицины, зоотехнии и биотехнологий (ФВМЗБ)
- Кафедра ветеринарно-санитарной экспертизы, эпизоотологии и микробиологии
- Кафедра патологии, морфологии и физиологии
- Кафедра кормления, разведения, зоогигиены и производства продуктов животноводства
- Кафедра биологии и охотоведения
- Кафедра технологии переработки сельскохозяйственной продукции

Факультет строительства и природообустройства (ФСиП)
- Кафедра геодезии и землеустройства
- Кафедра строительного производства и инженерных конструкций
- Кафедра техносферной безопасности и природообустройства
- Кафедра физической культуры и спорта

Факультет механизации сельского хозяйства (ФМСХ)
- Кафедра транспортно-энергетических средств и механизации АПК
- Кафедра эксплуатации и ремонта транспортно-технологических машин и комплексов

Технологический факультет (ТФ)
- Кафедра высшей математики
- Кафедра химии
- Кафедра технологии продукции и организации общественного питания
- Кафедра технологии переработки сельскохозяйственной продукции

Финансово-экономический факультет (ФЭФ)
- Кафедра гуманитарных дисциплин
- Кафедра менеджмента и сервиса
- Кафедра экономики агропромышленного комплекса

Электроэнергетический факультет (ЭЭФ)
- Кафедра электроэнергетики и электротехники
- Кафедра физики, математики и информатики
- Кафедра электропривода и автоматизации технологических процессов

Агротехнологический колледж (АТК)
Факультет природопользования (ФП) (расформирован в 2021 году)
Факультет заочного и дополнительного профессионального образования (ФЗДПО) (расформирован в 2020 году)

## Руководство
- Тихончук Павел Викторович — ректор Дальневосточного ГАУ, доктор сельскохозяйственных наук, профессор.
- Щитов Сергей Васильевич — проректор по учебной работе, доктор технических наук, профессор.
- Науменко Александр Валерьевич — Проректор по научной работе.
- Крохмаль Лариса Александровна — проректор по экономике, кандидат экономических наук, доцент.
- Билько Андрей Михайлович — начальник управления по воспитательной работе.
- Дробыш Павел Иосифович — Проректор по административно-хозяйственной работе.

## Подразделения
- Управление международных связей
- Центр информационных технологий
- Научная библиотека
- Приемная комиссия
- Управление организации учебного процесса
- Центр «Выпускник» (содействие трудоустройству выпускников)
- Международный центр Дальневосточного ГАУ
- Управление кадров
- Научно-производственный центр «Мед»
- Административно-хозяйственная часть
- Учебно-методическое управление
- Центр качества
- Управление по воспитательной работе
- Центр социологических исследований
- Центр мотивации здорового образа жизни
- Объединённый студенческий совет (ОСС)